# 海赫冰原島峰
80°3′S 82°35′W / 80.050°S 82.583°W
海赫冰原島峰是南極洲的冰原島峰，位於埃爾斯沃思地，屬於埃爾斯沃思山脈中赫里蒂奇嶺的一部分，處於自由山脈以東7公里，現時由南極條約體系管理。